# Kunighattahalli, Arsikere
Kunighattahalli là một làng thuộc tehsil Arsikere, huyện Hassan, bang Karnataka, Ấn Độ.